# Energimærkning
Energimærkning er en dansk mærkningsordning, der som udgangspunkt har til formål at hjælpe boligkøbere og lejere med at finde ud af, hvor dyr ejendommen samlet set vil være at opvarme, før der skrives under på købsaftalen eller lejeaftalen. Dernæst er det formålet med en energimærkning at give både sælger og køber eller ejer og lejer et værktøj til at få overblik over, hvilke energimæssige forbedringer der er rentable at gennemføre.
I sommeren 2010 blev det et lovkrav i Danmark, at energimærket skal være en del af salgsmaterialet. Dvs. at ejendomme ikke må sættes til salg uden et gældende energimærke. Desuden skal ejendomsmægleren annoncere ejendommens energimæssige status. Det krav vil automatisk få ejendomsmægleren til at fremme energirigtige boliger i salgsmaterialet.
Alle ejendomme skal energimærkes ved salg, og ejendomme på over 1.000 m2 skal energimærkes hvert 7. eller 10. år, afhængigt af, hvor store energibesparelser der foreslås i energimærket.
En energimærkning udarbejdes af en energikonsulent uddannet og beskikket af Energistyrelsen. 

## Energimærkning af eksisterende bygninger
En sagkyndig energikonsulent skal bruge:
- plantegning af ejendom, snit og facader
- U-værdier på vinduerne.

Hvis ikke det er tilgængeligt, bliver det registreret ved bygningsbesigtigelsen. 

## Energimærkning af Nybyggeri
En sagkyndig energikonsulent skal bruge:
- Situationsplan Arkiveret 19. januar 2018 hos  Wayback Machine
- Facade tegninger

- Plantegninger
- Snit med beskrivelse af konstruktionsopbygninger
- Energidata på vinduerne –står gerne på følgeseddel eller faktura
- XML-fil - opdateret energirammeberegning
- Byggetilladelse
- Indreguleringsrapport på et eventuelt ventilationsanlæg